# Muscle Ridge Islands
Muscle Ridge Islands ist ein Unorganized Territory im Knox County in Maine. 1852 wurden die Inseln als Muscle Ridge Plantation organisiert, diese Organisation wurde in den Jahren 1878 und 1904 bestätigt, doch im Jahr 1915 wurde sie aufgegeben. Seitdem steht das Gebiet unter der Verwaltung der Land Use Planning Commission des Bundesstaates Maine. Auf den Inseln leben sechs Einwohner.

## Lage
Muscle Ridge Islands liegt auf mehreren Inseln in der Penobscot Bay des Atlantischen Ozeans. Westlich befindet sich das Festland mit den Towns South Thomaston und St. George.
Zu den bekannteren Inseln gehören Andrews Island, Dix Island, Graffam Island, Hewett Island, Monroe Island (Mores Island), Pleasant Island und Sheep Island.

## Geschichte
Hauptsächlich lebten auf den Inseln Fischer mit ihren Familien.
Mitte des 19. Jahrhunderts wurde auf den Inseln Granit abgebaut, der nach Washington verschifft wurde und dort zur Errichtung des Treasury Buildings beitrug. Auch die Postämter in New York und Philadelphia wurden mit Granit von den Inseln errichtet. Heute zeugen rostige Maschinen und die Überbleibsel der Quartiere der Arbeiter sowie die Reste der Steinbrüche von dieser Zeit. Zu dieser Zeit lebten etwa 500 bis 600 Arbeiter zeitweise vornehmlich auf Dicks Island und High Island.